# Шампиньоновые
Шампиньо́новые, или Ага́риковые (лат. Agaricaceae) — семейство грибов порядка Агариковые (Agaricales). В семействе есть хорошо известные и популярные съедобные грибы, но есть и ядовитые виды, особенно из рода Лепиота, в котором присутствует такой смертельно ядовитый гриб, как Лепиота коричнево-красная.

## Описание
Пластинки свободные. Всегда имеется частное покрывало, оставляющее на ножке кольцо, реже чешуйки.
Окраска спор от белой у видов рода Лепиота до чёрно-бурой у шампиньонов.

## Классификация
Согласно базе данных Catalogue of Life на июнь 2025 года семейство включает следующие роды:
- Abstoma — Абстома
- Acutocapillitium
- Agaricus — Шампиньон
- Arachnion
- Arachniopsis
- Asperosporus
- Barcheria
- Battarrea
- Bottarreoides
- Bovistina
- Calvatiopsis
- Catastoma
- Cauloglossum
- Chamaemyces — Хамемицес
- Chlamydopus
- Chlorolepiota
- Chlorophyllum — Хлорофиллум
- Clarkeinda
- Clavogaster
- Coniolepiota
- Coprinus
- Crucispora
- Cystolepiota — Цистолепиота
- Dictyocephalos
- Disciseda
- Echinoderma
- Endolepiotula
- Endoptychum
- Eriocybe
- Gasterellopsis
- Gyrophragmium
- Heinemannomyces
- Hiatulopsis
- Holocotylon
- Hymenagaricus
- Janauaria
- Japonogaster
- Lepiota — Лепиота
- Leucoagaricus — Белошампиньон
- Leucocoprinus — Белонавозник
- Lycoperdopsis
- Macrolepiota — Гриб-зонтик
- Melanophyllum — Чернопластинник
- Metrodia
- Micropsalliota
- Montagnea
- Montagnites
- Morobia
- Mycenastrum — Миценаструм
- Neosecotium
- Panaeolopsis
- Phellorinia
- Phyllogaster
- Podaxis — Подаксис
- Polyplocium
- Psalliota
- Pseudoauricularia
- Pseudolepiota
- Queletia
- Rugosospora
- Schinzinia
- Schizostoma
- Schulzeria
- Sericeomyces
- Sericeomyces
- Smithiomyces
- Termiticola
- Tulostoma — Тулостома
- Xanthagaricus
- Xerocoprinus